# Druga Liga 1960-1961
La Druga savezna liga FNRJ 1960-1961, conosciuta semplicemente come Druga liga 1960-1961, fu la 15ª edizione della seconda divisione del campionato jugoslavo di calcio. 
Il format era basato su due gironi Ovest ed Est (Zapad e Istok). Nel girone occidentale erano inserite le squadre provenienti da Slovenia, Croazia e Bosnia Erzegovina, mentre in quello orientale quelle da Serbia, Montenegro e Macedonia.

## Provenienza
| Slovenia  | Croazia | Bosnia Erzegovina                                               | Serbia                                                 | Serbia                                                                | Serbia     | Montenegro             | Macedonia |
| Slovenia  | Croazia | Bosnia Erzegovina                                               | Voivodina                                              | Serbia Centrale                                                       | Kosovo     | Montenegro             | Macedonia |
| --------- | --- | --------------------------------------------------------------- | ------------------------------------------------------ | --------------------------------------------------------------------- | ---------- | ---------------------- | --------- |
| - Triglav | - Karlovac - Lokomotiva Zagabria - Proleter Osijek - Sebenico - Trešnjevka - Varteks Varaždin - NK Zagabria | - Borac Banja Luka - Čelik Zenica - Sloboda Tuzla - Željezničar | - Novi Sad - Radnički Sombor - Spartak Subotica - Srem | - Bačka B. Palanka - Mačva Šabac - Radnički Kragujevac - Radnički Niš | - FK Rudar | - Budućnost - Sutjeska | - Pobeda  |

## Girone Ovest

### Profili
| Squadra             | Città      | Stadio               | Stagione 1959-60 | Stagione 1959-60    |
| Squadra             | Città      | Stadio               | Pos.             | Divisione           |
| ------------------- | ---------- | -------------------- | ---------------- | ------------------- |
| Sloboda Tuzla       | Tuzla      | Stadion Tušanj       | 12º              | Prva liga           |
| Trešnjevka          | Zagabria   | Igralište Graba      | 2º               | Druga liga Ovest    |
| Borac Banja Luka    | Banja Luka | Gradski stadion      | 3º               | Druga liga Ovest    |
| Željezničar         | Sarajevo   | Stadion Grbavica     | 4º               | Druga liga Ovest    |
| Šibenik             | Sebenico   | Stadion Šubićevac    | 5º               | Druga liga Ovest    |
| Proleter Osijek     | Osijek     | Igralište Kraj Drave | 6º               | Druga liga Ovest    |
| Varteks Varaždin    | Varaždin   | Stadion Varteks      | 7º               | Druga liga Ovest    |
| Lokomotiva Zagabria | Zagabria   | Stadio Maksimir      | 8º               | Druga liga Ovest    |
| NK Zagreb           | Zagabria   | Stadion Zagreba      | 9º               | Druga liga Ovest    |
| Triglav             | Lubiana    | Stadion Bežigrad     | 10º              | Druga liga Ovest    |
| Karlovac            | Karlovac   | Gradski stadion      | 1º               | Zona Karlovac−Sisak |
| Čelik Zenica        | Zenica     | Stadion Blatuša      | 1º               | I zona BiH          |

### Classifica
|  | Pos. | Squadra             | Pt | G  | V  | N | P  | GF | GS | QR    |
|  | ---- | ------------------- | -- | -- | -- | - | -- | -- | -- | ----- |
|  | 1.   | Borac Banja Luka    | 34 | 22 | 14 | 6 | 2  | 51 | 22 | 2,318 |
|  | 2.   | Željezničar         | 32 | 22 | 14 | 4 | 4  | 44 | 21 | 2,095 |
|  | 3.   | Trešnjevka          | 25 | 22 | 10 | 5 | 7  | 36 | 30 | 1,200 |
|  | 4.   | Čelik Zenica        | 23 | 22 | 9  | 5 | 8  | 31 | 27 | 1,148 |
|  | 5.   | Sloboda Tuzla       | 23 | 22 | 8  | 7 | 7  | 31 | 30 | 1,033 |
|  | 6.   | Varteks Varaždin    | 21 | 22 | 9  | 3 | 10 | 32 | 38 | 0,842 |
|  | 7.   | Lokomotiva Zagabria | 20 | 22 | 8  | 4 | 10 | 38 | 40 | 0,950 |
|  | 8.   | Sebenico            | 20 | 22 | 8  | 4 | 10 | 38 | 41 | 0,926 |
|  | 9.   | Proleter Osijek     | 20 | 22 | 8  | 4 | 10 | 29 | 34 | 0,852 |
|  | 10.  | Karlovac            | 20 | 22 | 8  | 4 | 10 | 41 | 52 | 0,788 |
|  | 11.  | NK Zagabria         | 17 | 22 | 7  | 3 | 12 | 43 | 54 | 0,796 |
|  | 12.  | Triglav             | 9  | 22 | 1  | 7 | 14 | 22 | 47 | 0,468 |

Legenda:

      Promossa in Prva Liga 1961-1962.

  Partecipa agli spareggi promozione/retrocessione.

      Retrocessa in terza divisione jugoslava 1961-1962.

      Esclusa dal campionato.
Note:

Due punti a vittoria, uno a pareggio, zero a sconfitta.
In caso di arrivo di due o più squadre a pari punti, la graduatoria viene stilata secondo il quoziente reti tra le squadre interessate.

### Classifica marcatori
| Reti | Marcatore  | Squadra     |
| ---- | ---------- | ----------- |
| 19   | Pikl Ivan  | Varteks     |
| 11   | Vuk        | NK Zagabria |
| 11   | Rauš       | Lokomotiva  |
| 10   | Spasojević | Borac       |
| 10   | Smajlović  | Željezničar |
| 10   | Štamfelj   | Trešnjevka  |
| 10   | Nadoveza   | Sebenico    |

## Girone Est

### Profili
| Squadra             | Città              | Stadio                | Stagione 1959-60 | Stagione 1959-60 |
| Squadra             | Città              | Stadio                | Pos.             | Divisione        |
| ------------------- | ------------------ | --------------------- | ---------------- | ---------------- |
| Budućnost           | Titograd           | Stadion Pod Goricom   | 11º              | Prva liga        |
| Novi Sad            | Novi Sad           | Stadion Detelinara    | 2º               | Druga liga Est   |
| Sutjeska            | Nikšić             | Stadion kraj Bistrice | 3º               | Druga liga Est   |
| Pobeda              | Prilep             | Stadion Goce Delčev   | 4º               | Druga liga Est   |
| Spartak Subotica    | Subotica           | Gradski stadion       | 5º               | Druga liga Est   |
| Mačva Šabac         | Šabac              | Gradski stadion       | 6º               | Druga liga Est   |
| Radnički Sombor     | Sombor             | Gradski stadion       | 7º               | Druga liga Est   |
| Srem                | Sremska Mitrovica  | Stadion Promenada     | 8º               | Druga liga Est   |
| Radnički Niš        | Niš                | Stadion Čair          | 9º               | Druga liga Est   |
| Radnički Kragujevac | Kragujevac         | Stadion Čika Dača     | 10º              | Druga liga Est   |
| Bačka B. Palanka    | Bačka Palanka      | Gradski stadion       | 2º               | Vojvođanska liga |
| FK Rudar            | Kosovska Mitrovica | Stadion Trepča        | 1º               | Zonska liga AKMO |

### Classifica
|  | Pos. | Squadra             | Pt | G  | V  | N  | P  | GF | GS | QR    |
|  | ---- | ------------------- | -- | -- | -- | -- | -- | -- | -- | ----- |
|  | 1.   | Novi Sad            | 32 | 22 | 15 | 2  | 5  | 48 | 21 | 2,285 |
|  | 2.   | Budućnost           | 29 | 22 | 12 | 5  | 5  | 39 | 21 | 1,258 |
|  | 3.   | Radnički Sombor     | 27 | 22 | 12 | 3  | 7  | 43 | 30 | 1,433 |
|  | 4.   | Srem                | 23 | 22 | 9  | 5  | 8  | 37 | 35 | 1,057 |
|  | 5.   | Radnički Niš        | 23 | 22 | 8  | 7  | 7  | 36 | 36 | 1,000 |
|  | 6.   | Spartak Subotica    | 21 | 22 | 5  | 11 | 6  | 21 | 22 | 0,954 |
|  | 7.   | Sutjeska            | 19 | 22 | 7  | 5  | 10 | 28 | 35 | 0,800 |
|  | 8.   | Radnički Kragujevac | 19 | 22 | 8  | 3  | 11 | 30 | 39 | 0,769 |
|  | 9.   | FK Rudar            | 19 | 22 | 7  | 5  | 10 | 27 | 43 | 0,627 |
|  | 10.  | Mačva Šabac         | 18 | 22 | 6  | 6  | 10 | 21 | 32 | 0,656 |
|  | 11.  | Bačka B. Palanka    | 17 | 22 | 6  | 5  | 11 | 33 | 38 | 0,868 |
|  | 12.  | Pobeda              | 17 | 22 | 7  | 3  | 12 | 28 | 39 | 0,717 |

Legenda:

      Promossa in Prva Liga 1961-1962.

  Partecipa agli spareggi promozione/retrocessione.

      Retrocessa in terza divisione jugoslava 1961-1962.

      Esclusa dal campionato.
Note:

Due punti a vittoria, uno a pareggio, zero a sconfitta.
In caso di arrivo di due o più squadre a pari punti, la graduatoria viene stilata secondo il quoziente reti tra le squadre interessate.

### Classifica marcatori
| Reti | Marcatore    | Squadra         |
| ---- | ------------ | --------------- |
| 15   | Remete Petar | Bačka           |
| 13   | D.Klipa      | Novi Sad        |
| 12   | Krgin        | Novi Sad        |
| 11   | R.Popović    | Radnički Sombor |
| 11   | Damjanović   | Srem            |
| 11   | Sovrović     | Radnički Niš    |
| 10   | Mijatović    | Budućnost       |

## Qualificazioni per la Druga liga 1961-62
Le vincitrici dei gironi della terza divisione 1960-61 vengono divise in quattro gruppi per conquistare i quattro posti per la Druga Liga 1961-1962.
Primo gruppo Ovest
- Maribor (1º in Slovenska liga)
- RIZ Zagreb (1º in Zagrebačka zona)
- Metalac Sisak (1º in Zona Karlovac−Sisak)
- Mladost Zabok (1º in Zona Varaždin−Bjelovar)
- Uljanik Pula (1º in Zona Rijeka−Pula)

Secondo gruppo Ovest
- Metalac Zadar (1º in Dalmatinska zona)
- Borovo (1º in Slavonska zona)
- Sloga Doboj (1º in I zona BiH)
- Rudar Kakanj (1º in II zona BiH)
- GOŠK Dubrovnik (1º in III zona BiH)

Primo gruppo Est
- Bratstvo-jedinstvo Bečej (1º in Vojvođanska liga)
- Železničar Inđija (2º in Vojvođanska liga)
- Proleter Zrenjanin (3º in Vojvođanska liga)
- Budućnost Smederevo (1º in Posavsko–podunavska zona)
- Jedinstvo Zemun (1º in Zonska liga Beograd)

Secondo gruppo Est
- Sloga Kraljevo (1º in Kragujevačka zona)
- Bor (1º in Niška Zona)
- Priština (1º in Zonska liga AKMO)
- Pelister Bitolj (1º in Makedonska liga)
- OFK Titograd (1º in Crnogorska liga)

### Ovest
```
PRIMO GRUPPO

Turno preliminare
:
Mladost Zabok−Maribor            0−3 2−3

Semifinali
:
Maribor−Metalac Sisak            2−2 10−0
Uljanik Pula−RIZ Zagreb          2−0 0−1

Finale
:

Maribor
−Uljanik Pula             2−0 0−1
```

```
SECONDO GRUPPO

Turno preliminare
:
GOŠK Dubrovnik−Sloga Doboj       3−2 1−2 1−5

Semifinali
:
Sloga Doboj−Metalac Zadar        3−2 2−1
Borovo−Rudar Kakanj              8−0 1−3

Finale
:
Sloga Doboj−
Borovo
               2−5 1−3
```

### Est
```
PRIMO GRUPPO

Turno preliminare
:
B. Smederevo−Bratstvo J. Bečej   4−0 0−5
[
4
]
 2−1

Semifinali
:
B. Smederevo−Jedinstvo Zemun     3−0 3−3
Pr. Zrenjanin−Železničar Inđija  3−1 0−0

Finale
:
B. Smederevo−
P. Zrenjanin
        2−2 0−3
```

```
SECONDO GRUPPO

Turno preliminare
:
Pelister Bitolj–Titograd         7–2 0–0

Semifinali
:
Pelister Bitolj–Priština         2–3 1–11
Bor–Sloga Kraljevo               1–0 1–2 
(5-7 
dtr
)

Finale
:

Priština
–Sloga Kraljevo          1–0 5–1
```

Promosse: Maribor e Borovo nel girone Ovest, Proleter Zrenjanin e Priština nel girone Est.